# Sisyropa madecassa
Sisyropa madecassa là một loài ruồi trong họ Tachinidae.